# Ernest Henley (Leichtathlet)
Ernest John Henley (* 31. März 1889 in Brighton; † 14. März 1962 ebenda) war ein britischer Sprinter und Mittelstreckenläufer.
Bei den Olympischen Spielen 1912 in Stockholm gewann er mit der britischen Mannschaft Bronze in der 4-mal-400-Meter-Staffel. Über 400 und 800 Meter erreichte er jeweils das Halbfinale.